# Casa de los toros

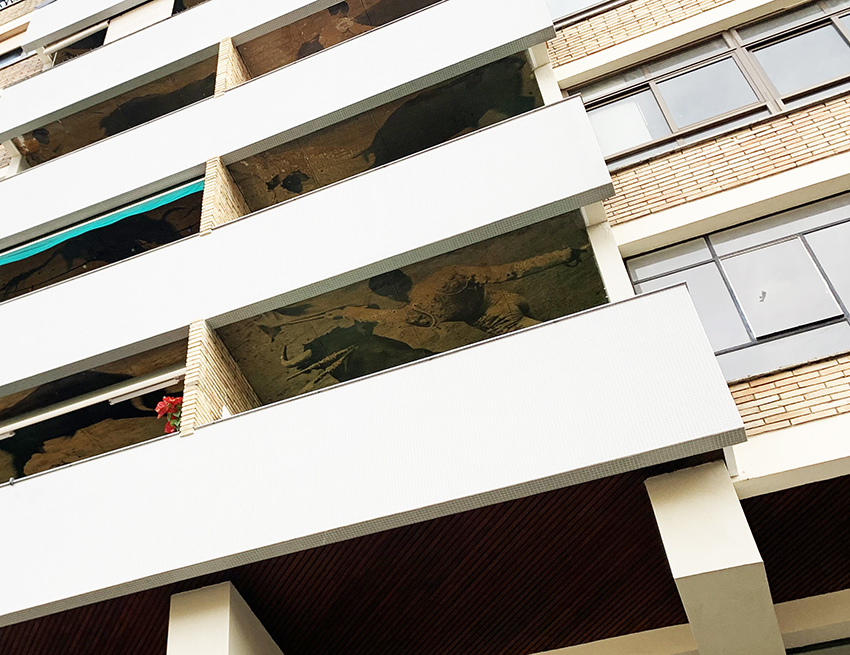
Detalle de los balcones

La casa de los toros o casa dels braus, en catalán, es un edificio de viviendas situado en la Gran Vía de las Cortes Catalanas n.º 798-804 de Barcelona, construido entre 1958 y 1960 por Antoni de Moragas y Francesc de Riba Salas, que se caracteriza por las fotografías taurinas de los balcones realizadas por Francesc Català-Roca. 
La casa se encuentra muy cerca de la plaza de toros Monumental, en la esquina Sur de las calles Gran Vía y Padilla. Tiene un total de 178 viviendas, además de locales comerciales, oficinas y aparcamientos. La estructura es de hormigón y la fachada, de ladrillo visto. Los arquitectos renunciaron a reseguir el chaflán típico de las manzanas del Distrito del Ensanche a partir de la planta segunda, optando por marcar dos bloques diferenciados. En estos aspectos, el edificio es muy similar a otras viviendas proyectadas poco antes por los mismos autores en la calle San Antonio María Claret, 318-332 y en la calle Conde Borrell 205-211.
Además de los balcones, los vestíbulos también incorporaban motivos taurinos e imágenes de Francesc Català-Roca, y aunque algunas de ellas han sido substituidas con el tiempo, se conserva una escultura de  Josep Maria Subirachs y un detalle fotográfico de una chaquetilla de los picadores.